# Schumann-Haus

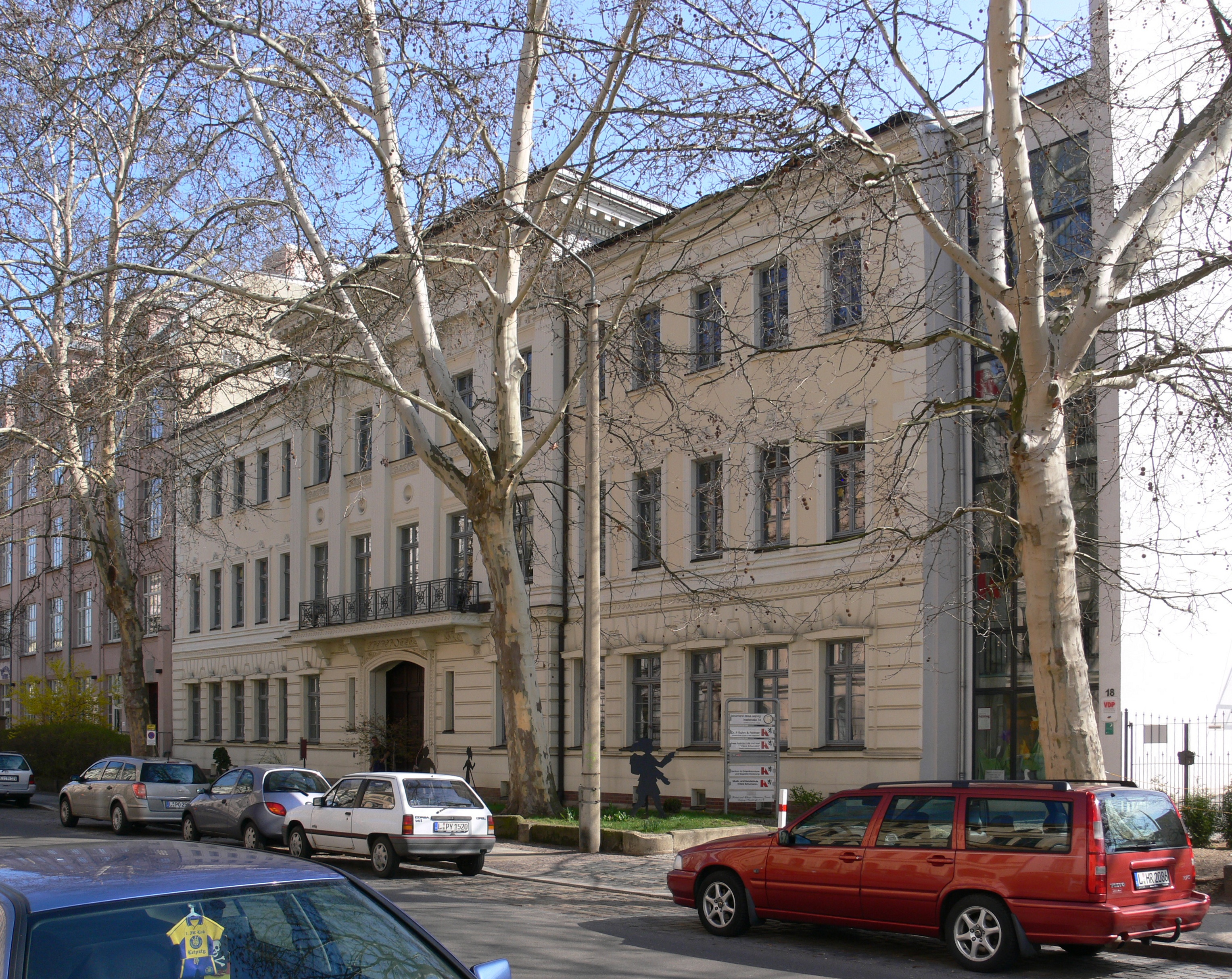
Schumann-Haus Leipzig (2010)

Das Schumann-Haus ist das ehemalige Wohnhaus von Robert und Clara Schumann in Leipzig, welche hier ihre ersten vier Ehejahre verbrachten. Es befindet sich in der Inselstraße 18 im Graphischen Viertel, östlich des Stadtzentrums. In ihm befinden sich ein Museum, ein kleiner Konzertsaal und die Freie Grundschule Clara Schumann. Das Haus steht unter Denkmalschutz.

## Geschichte

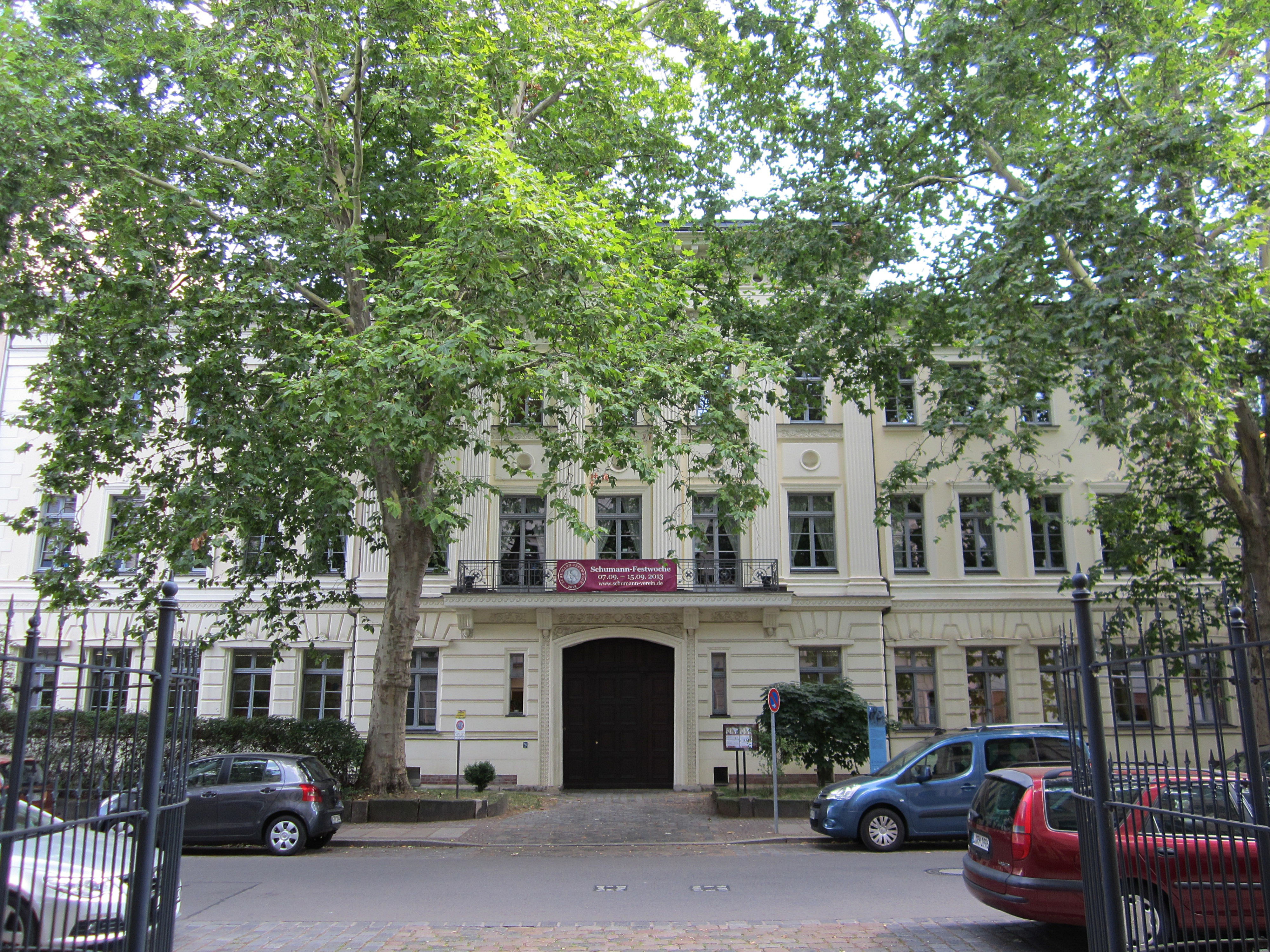
Blick auf Haupteingang und Mittelrisalit (2013)

Das Schumann-Haus wurde 1838 von Friedrich August Scheidel im Stil des Klassizismus erbaut und war damals noch die Inselstraße 5. Das dreistöckige, streng symmetrische Gebäude verfügt über jeweils fünf Fensterachsen in beiden Flügeln und im mittleren Risaliten, der durch Kolossalpilaster gegliedert und mit einem Balkon in der Beletage versehen ist. 
Die Familie Schumann mietete dort am 16. Juli 1840 eine Wohnung, in der sie bis 1844 lebte. 
Während des Zweiten Weltkrieges blieb das Haus weitestgehend unbeschädigt, allerdings verfiel das Gebäude zu DDR-Zeiten, obwohl es schon in den 1970er Jahren unter Denkmalschutz gestellt wurde. 1999 wurde das Gebäude von der Rahn Dittrich Group gekauft und denkmalschutzgerecht saniert.

## Nutzung heute

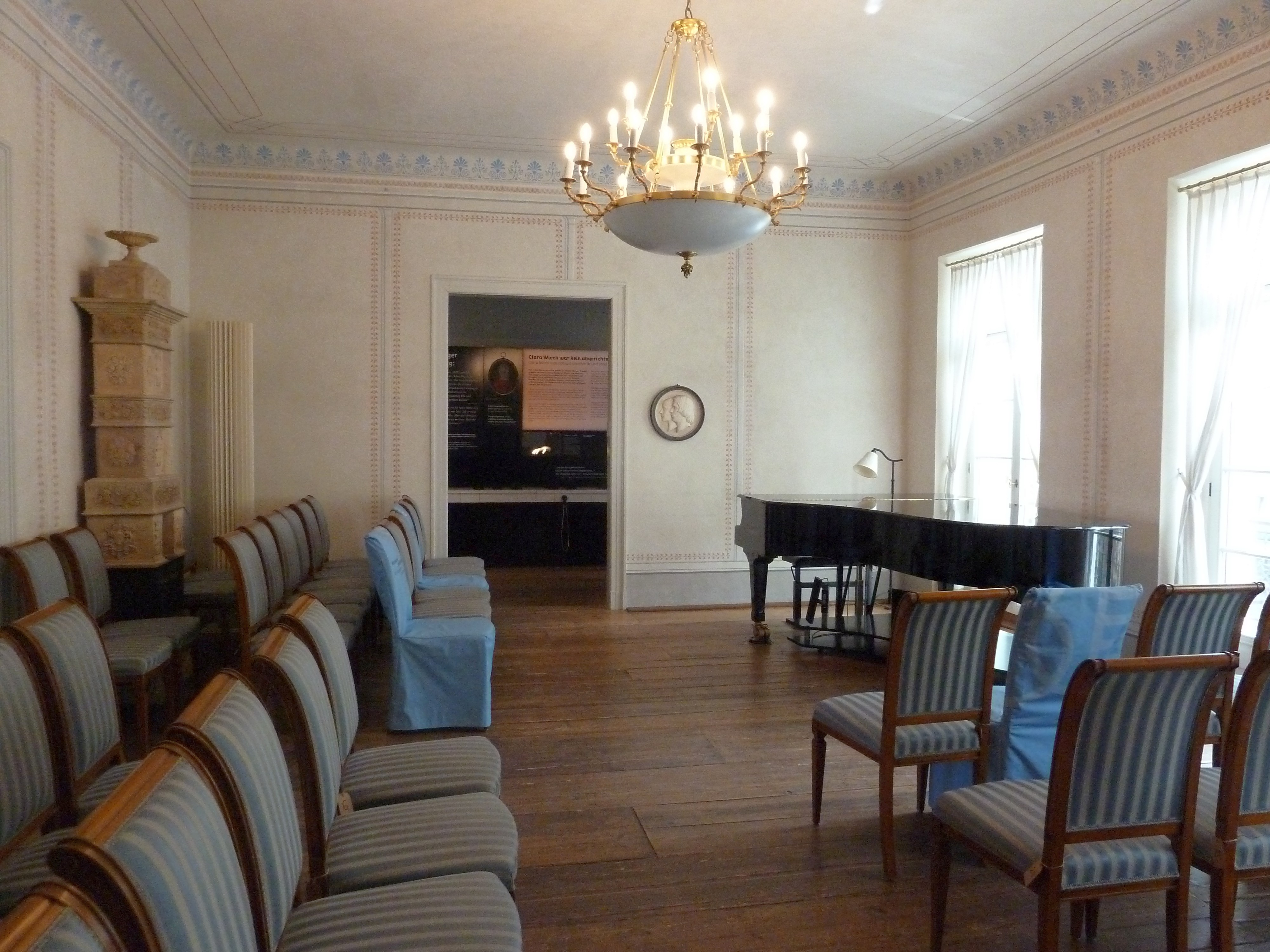
Konzertsaal (2021)

In der ehemaligen Wohnung der Schumanns befindet sich das Schumann-Museum, welches vom Robert-und-Clara-Schumann-Verein Leipzig getragen wird. Der Verein wurde 1995 gegründet und hat es sich zur Aufgabe gemacht, das Erbe der Musikerfamilie in Leipzig zu erhalten.
Der Konzertsaal, in dem früher Personen wie Felix Mendelssohn Bartholdy, Franz Liszt, Richard Wagner, Hector Berlioz und Hans Christian Andersen ein und aus gingen, steht für Konzerte, Lesungen und Diskussionen zur Verfügung. Das Haus ist eine Station auf dem Spazierweg der Unesco-Initiative Leipziger Notenspur.
In den übrigen Räumen befindet sich die Grundschule Clara Schumann, sie hat ein künstlerisch-musisches Profil, wobei ein besonderes Augenmerk auf die berühmten Bewohner des Hauses gelegt wird.
Zum 200. Geburtstag Clara Schumanns eröffnete das Leipziger Schumann-Haus 2019 eine erneuerte und erweiterte Dauerausstellung.